# Cratere Isabella
Isabella  è un cratere sulla superficie di Venere. Deve il suo nome ad Isabella I, regina di Castiglia e León e regina consorte d'Aragona nel XV secolo.